# Историческое общество при Санкт-Петербургском университете
Историческое общество при Санкт-Петербургском университете — научное историческое общество в Российской империи, созданное в 1889 году.

## История общества
В Уставе целями общества были поставлены: исследование научных вопросов из всех областей русской и всеобщей истории; разработка теоретических вопросов исторической науки; обсуждение вопросов, имеющих соприкосновение с преподаванием истории в учебных заведениях.
В 1891 году при обществе была образована историко-педагогическая секция. Также с3уществовали секции: всеобщей истории (1903); русской истории (1903); по изданию бумаг М. М. Сперанского (1909).
В 1890-х годах Общество уделяло значительное внимание (в отличие от других исторических обществ) теоретическим вопросам; на его заседаниях, широко посещавшихся публикой, в частности, обсуждалась историческая концепция марксизма.
Бессменным председателем Комитета общества был Н. И. Кареев. К концу 1890 года в обществе состояло 162 действительных членов, в их числе 22 члена-учредителя: К. Н. Бестужев-Рюмин, Н. М. Бубнов, Е. А. Белов, В. Г. Васильевский, А. Н. Веселовский, И. М. Гревс, Я. Г. Гуревич, М. А. Дьяконов, Е. Е. Замысловский, И. А. Козеко, В. И. Ламанский, Ф. Ф. Мартенс, И. П. Минаев, В. И. Модестов, В. А. Мякотин, С. Ф. Ольденбург, С. Ф. Платонов, В. И. Сергеевич, Ф. Ф. Соколов, С. Л. Степанов, И. Е. Троицкий, Н. Д. Чечулин.
Под редакцией Кареева общество издавало непериодический сборник «Историческое обозрение» (т. 1-21, 1890—1916), в котором публиковались статьи по российской и зарубежной истории, а также официальные материалы самого общества.
В период революционных событий 1905—1907 годов общество практически бездействовало.
Санкт-Петербургское историческое общество прекратило существование после Октябрьской революции 1917 года.